# Prudence on Broadway
Pour plus de détails, voir Fiche technique et Distribution.
Prudence on Broadway est un film muet américain, réalisé par Frank Borzage et sorti en 1919.

## Synopsis
Afin qu'elle puisse connaître les astuces que peut utiliser le Malin, Prudence est envoyée par ses parents, des quakers de Pennsylvanie, dans une école à la mode, où elle fait des farces mais échappe aux remontrances du fait de son apparence discrète. Plus tard, Prudence rend visite à sa tante de New-York, et attire bientôt tout un groupe d'admirateurs. Elle tombe amoureuse du riche Grayson Mills, mais John Melbourne, qui vit de la fortune de sa femme, essaye de la séduire. Après que Melbourne a prêté à Prudence 200 $ pour payer une dette de jeu, il la force à aller avec lui dans un hôtel en la menaçant de montrer à son père la preuve de sa dette. Au dîner, Prudence produit une lettre d'amour que Melbourne avait écrit à une actrice et dit que, si elle n'est pas rentrée à minuit, le concierge de son hôtel montrera à la femme de Melbourne ses 19 autres lettres. Après l'avoir précipitamment reconduite, Melbourne découvre qu'elle n'avait qu'une lettre. Prudence peut alors se fiancer à Grayson.

## Fiche technique
- Titre original : Prudence on Broadway
- Réalisation : Frank Borzage
- Scénario : Catherine Carr
- Photographie : Pliny Horne
- Société de production : Triangle Film Corporation
- Société de distribution : Triangle Distributing Corporation
- Pays de production :  États-Unis
- Langue : anglais
- Format : Noir et blanc - 35 mm - 1,37:1 - Muet
- Genre : Comédie
- Durée : 5 bobines
- Date de sortie :
  - États-Unis : 6 juillet 1919
- Licence : Domaine public

## Distribution
- Olive Thomas : Prudence
- Francis McDonald : Grayson Mills
- Harvey Clark : John Melbourne
- John P. Wild : John Ogilvie
- Alberta Lee : Mme Ogilvie
- Lillian West : Mme Allen Wentworth
- Edward Peil Sr. : M. Wentworth
- Mary Warren : Kitty
- Lillian Langdon : Mme Melbourne
- Claire McDowell : Mle Grayson